# Atletski klub Obilić
L'Atletski klub Obilić, conosciuto semplicemente come Obilić, fu una squadra di calcio dell'attuale Zrenjanin, nella Voivodina in Serbia, al tempo parte del Regno di Jugoslavia. Negli anni di vita del club, Zrenjanin si chiamava prima Veliki Bečkerek, e poi Petrovgrad dal 18 febbraio 1935.
Il nome derivava da Miloš Obilić, eroe serbo della battaglia di Kosovo Polje.
È stato il club più titolato della Petrovgradski loptački podsavez, infatti ha vinto 12 volte la Banatska župa/liga, ovvero la massima divisione della sottofederazione di Petrovgrad. Ha partecipato due volte alle qualificazioni per il campionato nazionale: nel 1931 (13º in graduatoria) e nel 1932 (21º).

## Storia
Il quotidiano "Banatski sportista" riporta che, il 1º ottobre 1919, a Veliki Bečkerek si tiene l'assemblea fondatrice dell'Atletski klub Obilić. Vi partecipano molti serbi di spicco (la città è multietnica): dr Emil Gavril, dr Jovan Stajić, Dragutin Mojić, Marko Bakalić, Jovan Caran, dr Slavko Županski, dr Andrija Vasić, Đurica Berberski, dr Jovan Mihajlović, Nikola Nikolić-Bata, dr Isa Županski, Ljubomir Avramov, Božidar Dadić, Ljubomir Gavrilov, Cveta Lakatuš, Sava Petrov, Đoka Ristić, Kosta Dimitrijević, Toša Ercegan, Velja Roknić, Branko Novaković, Branko Gologlavić, Branislav Čeleketić e molti altri, su tutti Milorad Mojić, il primo presidente del club.

La prima gara è un'amichevole contro il Bačka Subotica il 29 giugno 1920 a V. Bečkerek: 0–0 di fronte a 4000 spettatori.

Il presidente Mojić non è soddisfatto delle sole amichevoli, quindi si fa da promotore nel fondare, all'inizio del 1920, la Banatski sportski savez, la federazione sportiva del Banato. Le competizioni iniziano in autunno, e l'AK Obilić è subito fra i protagonisti.

Nel torneo della Banatska župa, il primo rivale di un certo rilievo è il SK Dušan Silni di Vršac: queste due squadre si dividono i campionati degli anni '20. In questi anni, per incrementare le entrate, l'Obilić si cimenta in amichevoli con club austriaci, cecoslovacchi e rumeni.

Fino al 1929, la Banatska župa è solo una delle parrocchie della sottofederazione di Belgrado, e non sono speranze di accedere al campionato nazionale. Così, l'11 maggio 1930, i club del Banato si staccano dalla capitale e creano una sottofederazione propria, la Velikobečkerečki loptački podsavez. Essendo una sottofederazione (podsavez), invece che una parrocchia (župa), le migliori squadre possono accedere al rango superiore e competere con i più forti club della Jugoslavia.

L'occasione capita nel 1931: dopo aver vinto il campionato sottofederale, l'Obilić finisce in un girone di qualificazione con Mačva Šabac, Slavija Osijek, Vojvodina, Bačka Subotica, Građanski Osijek, SAND Subotica e PSK Pančevo. Il 5º posto finale non permette il grande salto.

Il club ritenta l'anno successivo, ma contro BASK Belgrado, Vojvodina, Bačka Subotica, Mačva Šabac e Slavija Sombor, l'Obilić si piazza all'ultimo posto e viene eliminato.

Nel resto degli anni '30, il club perde competitività, probabilmente anche per l'abbandono di Milorad Mojić, impegnato in altre attività.

Il 6 aprile 1941, quando le potenze dell'Asse cominciano l'invasione della Jugoslavia, l'Obilić cessa l'attività.

Nell'ottobre 1944 disputa una amichevole contro il RSK Borac, il 25 novembre 1944 si tiene un'assemblea del club per riprendere l'attività, ma nel giugno 1945 fonde il Radnički. Questa è l'ultima informazione registrata ufficialmente sulla sezione calcistica dell'AK Obilić (continua solo quella della pallanuoto).

Nel maggio 1947 tutti i club cittadini vengono uniti a formare il Proleter Zrenjanin in modo che, a differenza del periodo prebellico, la qualità sia concentrata in una unica squadra.

## Palmarès

### Competizioni regionali
- Petrovgradski loptački podsavez: 9

1920, 1922-1923, 1923-1924, 1926-1927, 1927-1928, 1929-1930, 1930-1931, 1931-1932, 1937-1938